# Maria Borges
Maria Borges (Luanda, 28 ottobre 1992) è una modella angolana.
Tra le modelle preferite dallo stilista Riccardo Tisci, nel 2013 è stata nominata modella di punta da Forbes Africa Magazine e, nello stesso anno, ha sfilato per la prima volta nella prestigiosa passerella del Victoria's Secret Fashion Show.

## Biografia
Maria Borges nasce a Luanda in Angola durante la guerra civile angolana.
Fu scoperta nel 2010 quando si classificò seconda all'edizione angolana del concorso Elite Model Look.

## Carriera

Maria Borges sfila al Monique Lhuillier Autunno/Inverno 2014 fashion show.

Nel 2012, firmò un contratto con Supreme Agency. Un mese dopo, debuttò alla sua prima settimana della moda dove sfilò in 17 passerelle. Per la sua seconda stagione, ebbe un'esclusiva su Givenchy.
Durante la sua carriera, ha sfilato per Anna Sui, Badgley Mischka, Balmain, Banana Republic, Blumarine, Carolina Herrera, Costello Tagliapietra, Custo Barcelona, Daks, Diane von Fürstenberg, Dior, Dsquared², Elie Saab, Emanuel Ungaro, Emporio Armani, Erdem, Ermanno Scervino, Gianfranco Ferre, Giorgio Armani, Givenchy, Jason Wu, Jean Paul Gaultier, Jeremy Scott, Jonathan Saunders, Kenzo, Loewe, Marc Jacobs, Marchesa, Margaret Howell, Matthew Williamson, Max Mara, Maxime Simoens, Missoni, Monique L'huillier, Moschino, Naeem Khan, Narciso Rodriguez, Oscar de la Renta, Posche Design, Ports 1961, Prabal Gurung, Ralph Lauren, Ralph Rucci, Salvatore Ferragamo, Temperley, Tom Ford, Trussardi, Versace, Vionnet, Wes Gordon e Zac Posen, tra gli altri.
Fece anche pubblicità per Bobbi Brown, C&A, Givenchy, H&M, L'Oréal, Mac Cosmetics, Forever 21, e Tommy Hilfiger.
Posò per diverse riviste come CR Fashion Book, Dujour, Harper's Bazaar, i-D, Interview, L'Officiel, LOVE, Financial Times, Marie Claire, Numéro, Stern, Tank, The Ones 2 Watch, V Mag, Vanity Fair, Vogue Italia, Vogue Portugal, Vogue UK, W e Wonderland.
Dal 2013 partecipa all'annuale sfilata di Victoria's Secret, nel 2015 decide di non indossare extension e di sfilare con i suoi capelli corti naturali afro, esperienza ripetuta anche nel 2016. Nel mese di marzo 2017 diventa il nuovo volto di L'Oreal.

## Agenzie
- IMG Models – New York, Parigi, Milano, Londra

## Campagne pubblicitarie
- Brandon Maxwell (2016)
- C&A (2014)
- Equinox P/E (2019)
- Givenchy P/E (2014)
- Gap (2017)
- H&M (2014, 2018)
- L'Oreal (2017)
- Ports 1961 P/E (2024)
- Sephora P/E (2017)
- Swarovski (2018)
- Tommy Hilfiger A/I (2013)